# EMD GP9
Die EMD GP9 ist eine Baureihe vierachsiger dieselelektrischer Lokomotiven des US-amerikanischen Lokomotivherstellers General Motors Electro-Motive Division (EMD). Ursprünglich als Güterzuglokomotiven konzipiert, wurden einige Exemplare auch im Personenverkehr eingesetzt.
Insgesamt wurden 4092 Maschinen mit Führerstand (A-Einheiten) und 165 führerstandslose B-Einheiten gebaut, vorwiegend für US-amerikanische, kanadische und mexikanische Bahngesellschaften. Einige Exemplare wurden jedoch auch von Eisenbahnen in Brasilien, Peru und Venezuela bestellt.

## Entwicklung
Im Jahr 1954 stellte EMD eine neue Generation seiner Lokomotiven vor. Der Hauptunterschied lag im Einsatz des neuen Motors EMD 567C, welcher mit einer Drehzahl von 835 Umdrehungen pro Minute – gegenüber dem Vorgängertyp somit um 35 Umdrehungen pro Minute schneller – betrieben werden konnte. Hierdurch war eine höhere Leistung der Maschinen möglich. Gleichzeitig löste der Hersteller mit dem neuen Motortypen die Probleme mit dem Kühlmittelkreislauf. Bei den Vorgängern waren häufig Lecks aufgetreten.
Des Weiteren wurde die elektrische Ausrüstung der höheren Motorleistung angepasst.

## Konstruktion
Technisch basiert die GP9 auf der F9. Veränderungen betreffen vor allem die Form des Lokomotivkastens. Gemäß der von Chefingenieur Dick Dillworth schon bei der Entwicklung der GP7 herausgegebenen Losung Form follows function (deutsch: Die Formgebung orientiert sich am Einsatzzweck) entstand eine Maschine, die ohne, wie Dillworth es formulierte, Christmas tree ornaments and other whimsy (deutsch: Weihnachtsbaumschmuck und anderen Unsinn) auskam. Hierdurch ergaben sich im Vergleich zur F-Serie niedrigere Produktionskosten.
Die EMD GP9 besitzt einen stabilen Rahmen, welcher mit Türen verkleidete Aufbauten trägt. Hierdurch wurde eine sehr wartungsfreundliche Konstruktion geschaffen, da alle Aggregate leicht von außen zugänglich sind. Die A-Einheiten besitzen einen Führerstand, mit dem die Maschinen im Gegensatz zu den Baureihen der E- und F-Serie in beiden Richtungen gefahren werden können. Dahinter liegt der Maschinenraum mit dem Traktionsgenerator, welcher den Gleichstrom für die Fahrmotoren liefert, und dem Dieselmotor EMD 567C. Die Typbezeichnung 567 bedeutet, dass der Motor einen Hubraum pro Zylinder von 567 Kubikzoll hat. Die Fahrzeuge der frühen GP-Serien besitzen Sechzehnzylindermotoren. Der Kraftstofftank ist zwischen den Drehgestellen angeordnet und fasst 4542 Liter Dieselkraftstoff. Dahinter ist der Luftbehälter für die Bremse montiert.
Entlang der Motorverkleidung ist beidseitig ein Laufgang für den Rangierer angeordnet. So kann dieser vom Führerstand direkt zu den beiden Fahrzeugenden gelangen.

## Ausrüstung

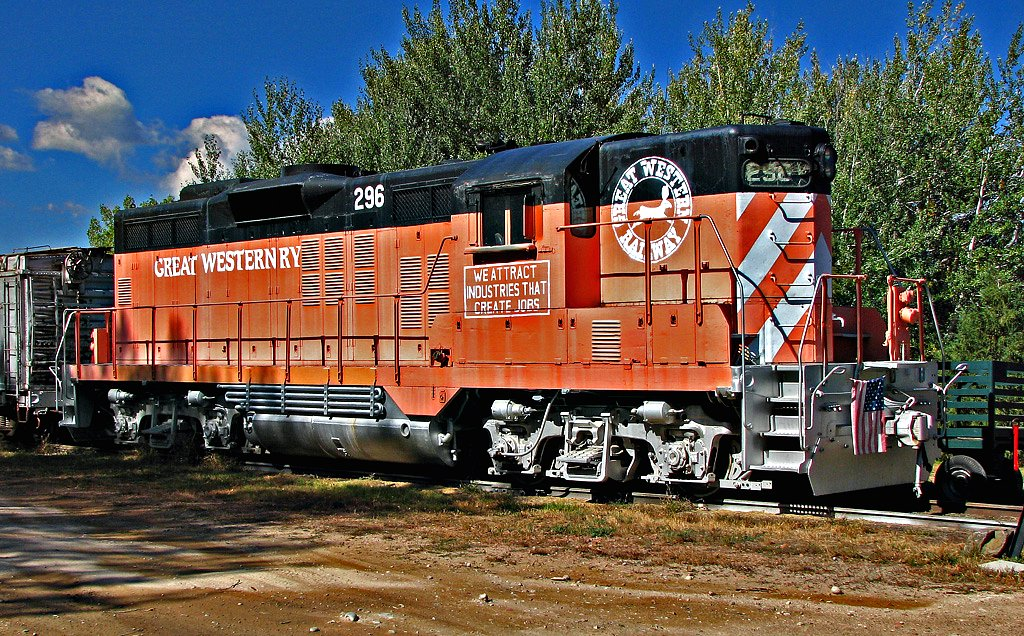
Great Western Railway #269, eine Maschine mit hohem kurzem Vorbau

Auf Kundenwunsch wurden die Maschinen mit Zusatzausstattungen geliefert. Viele Modelle wurden mit einer Widerstandsbremse geliefert. Hierbei wird die Bewegungsenergie durch die Fahrmotoren in elektrische Energie umgewandelt und mit dieser dann über Bremswiderstände Wärme erzeugt. Hierdurch konnte der Bremsverschleiß verringert werden, da die Widerstandsbremse verschleißfrei arbeitet. Zur Abgabe der Wärme an die Umgebung besaßen die derart ausgerüsteten Lokomotiven einen zusätzlichen Dachlüfter mit einem Durchmesser von 48" (1.219 mm).
Einige Maschinen waren mit einem zusätzlichen Heizkessel für die Zugheizung ausgerüstet. Hierdurch war ein Einsatz vor Personenzügen möglich. Bei den Maschinen mit Heizanlage war der Kessel im kurzen Vorbau eingebaut. Erkennbar ist dies an der zusätzlichen Abgasanlage.
Einige der Bahngesellschaften, die ihre GP9 ausschließlich im Güterverkehr einsetzten, bestellten die Maschinen mit einer niedrigen kurzen Haube. Hierdurch wurde die Übersichtlichkeit nach vorne deutlich verbessert. Die Unterschiede sind auf den Fotos gut zu erkennen.

## Verbleib

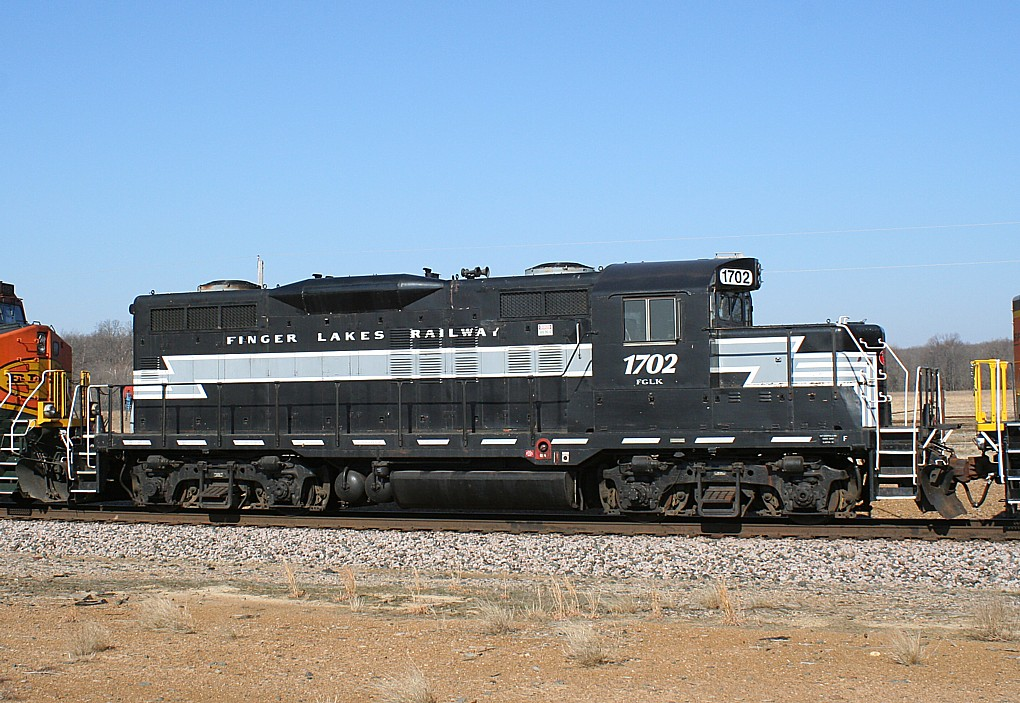
Finger Lakes Railway # 1702, eine Maschine mit niedrigem kurzen Vorbau

Mehrere Maschinen wurden in verschiedenen Museen und als Lokdenkmal erhalten. Bei Shortline-Eisenbahngesellschaften ist die Baureihe sehr beliebt und wird weiterhin bei vielen kleineren Bahngesellschaften eingesetzt. Sogar einige große Gesellschaften wie die Canadian Pacific Railway setzen sie noch als Rangierlokomotiven ein.
Das Western Pacific Railroad Museum in Portola beherbergt drei Exemplare: Western Pacific Railroad 725 und 731 sowie Southern Pacific Railroad 2873. Letztere ist immer noch in der Farbgebung gehalten, wie sie für die Fusion der Southern Pacific und Santa Fe vorgesehen war.